# Hoplistopus
Hoplistopus är ett släkte av fjärilar. Hoplistopus ingår i familjen svärmare.
Kladogram enligt Catalogue of Life:
| Hoplistopus | \| \| Hoplistopus butti \| \| \| \| \| \| Hoplistopus penricei \| \| \| \| |
|             | \| \| Hoplistopus butti \| \| \| \| \| \| Hoplistopus penricei \| \| \| \| |
|             | Hoplistopus butti                                                          |
|             |                                                                            |
|             | Hoplistopus penricei                                                       |
|             |                                                                            |